# Processrätt
Processrätt är det rättsområde som reglerar förfarandet vid domstolar och skiljedomsförfaranden. Den centrala lagstiftningen på området i Sverige utgörs av rättegångsbalken.
Processrätten kan delas in i tre huvudgrupper, nämligen civilprocess, straffprocess och förvaltningsprocess. 
Den förstnämnda gruppen räknas normalt till privaträtten medan de sista två grupperna hör till den offentliga rättens område. Detta på grund av att förvaltningsprocessen behandlar hur myndighetsbeslut kommer till och kanske framför allt hur ändringar kan sökas i ett myndighetsbeslut medan civilprocessen och straffprocessen riktar sig mot enskilda (dvs. såväl fysiska som juridiska personer).
Civilprocessen är det område som behandlar förfarandet i ett tvistemål och i ett skiljedomsförfarande dvs. då två enskilda "gör upp" om, först och främst, privaträttsliga tvister. Typiskt för civilprocessen är den så kallade tredskodomen om vilken domaren kan besluta om den ena parten inte inställer sig till den muntliga förhandlingen eller inte avger ett skriftligt svar - om ingen muntlig förhandling är nödvändig - på stämningsansökan. 
Det processuella förfarandet regleras framförallt i rättegångsbalken. I förvaltningsprocesserna tillämpas dock förvaltningsprocesslagen.
Speciellt vid internationell handel är det vanligt att parterna på förhand bestämmer hur och var eventuella tvister ska slitas, så kallade forum-klausuler. Det finns inget tvång för parterna att föra saken till en domstol utan de kan till exempel avtala om att någon organisation skall avgöra tvisten som till exempel Internationella Handelskammaren (International Chamber of Commerce) som är en mycket viktig instans för skiljedom när det gäller internationella köp.
Även Stockholms handelskammares skiljedomsinstitut anlitas ofta i skiljedomar.
Straffprocessen behandlar domstolsprocessen då en person gjort sig skyldig till ett brott enligt Strafflagen  i Finland eller Brottsbalken i Sverige. Till straffprocessens område hör bland annat domarens behörighet, domstolens jurisdiktion, ändringssökande, häktning och allmänna åklagarens funktion.
Hit hör även talan om enskilt åtal.